# Juan José Rodinás
Juan José Rodinás (Ambato, 1979) es un poeta ecuatoriano, ganador del Premio Casa de las Américas en su edición de 2019.
Sus primeras obras aparecieron bajo su nombre de nacimiento, Juan José Rodríguez, pero debido a la confusión que generó con el escritor mexicano Juan José Rodríguez Ramos durante la Feria del Libro de Bogotá de 2011, decidió cambiar su seudónimo a Juan José Rodinás.
A finales de 2017 obtuvo el Premio Internacional de Poesía Margarita Hierro con su poemario Cuaderno de Yorkshire, que escribió durante su tiempo estudiando un doctorado en Inglaterra y que fue publicado en abril de 2018 por la Editorial Pre-Textos. En su decisión, el jurado destacó "la coherencia formal y temática del conjunto, la singular alianza entre el impulso meditativo y la lectura de los signos del mundo". En noviembre del mismo año el libro le valió el Premio Jorge Carrera Andrade.
En enero de 2019 ganó el Premio Casa de las Américas con su poemario Yaraví para cantar bajo los cielos del norte, que Rodinás describió como "un libro ecléctico donde las artes visuales se cruzan con la imaginación y el sueño" y que ideó durante un viaje a Bristol. El jurado del premio alabó en su decisión "la vocación de unidad, en donde se funden en una sola textura, extraordinariamente lograda, el ámbito verbal y el visual, mediante un lenguaje pulcro, impactante e imaginativo".
En 2021 ganó el Premio Nacional de Literatura Aurelio Espinosa Pólit con su poemario Fantasías animadas de ayer y alrededores.
En 2022 gana el IV Premio Internacional de Poesía Juan Rejano, con su obra El uso progresivo de la debilidad.

## Obras
Entre sus obras se cuentan los siguientes poemarios:
- Los rastros (2006)
- Viaje de la mansedumbre (2009)
- Barrido de campo (2010)
- Cromosoma (2011)
- Los páramos inversos (2014)[3]
- Kurdistán (2016)[3]
- Cuaderno de Yorkshire (2018)
- Yaraví para cantar bajo los cielos del norte (2019)